# 旧ワサ・ダウン住宅
旧ワサ・ダウン住宅は香川県高松市の四国村（四国民家博物館）にある異人館。

## 概要

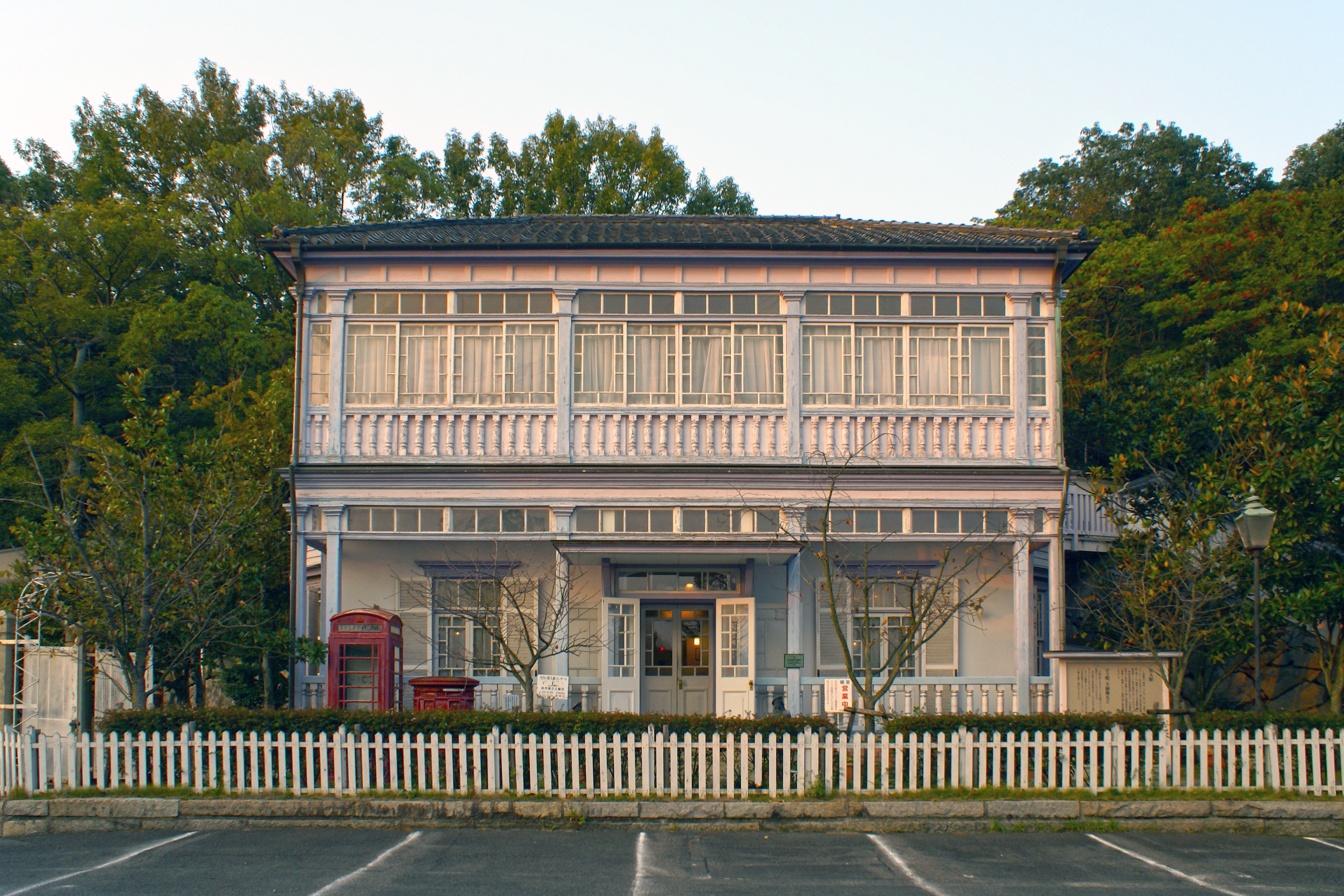
全景

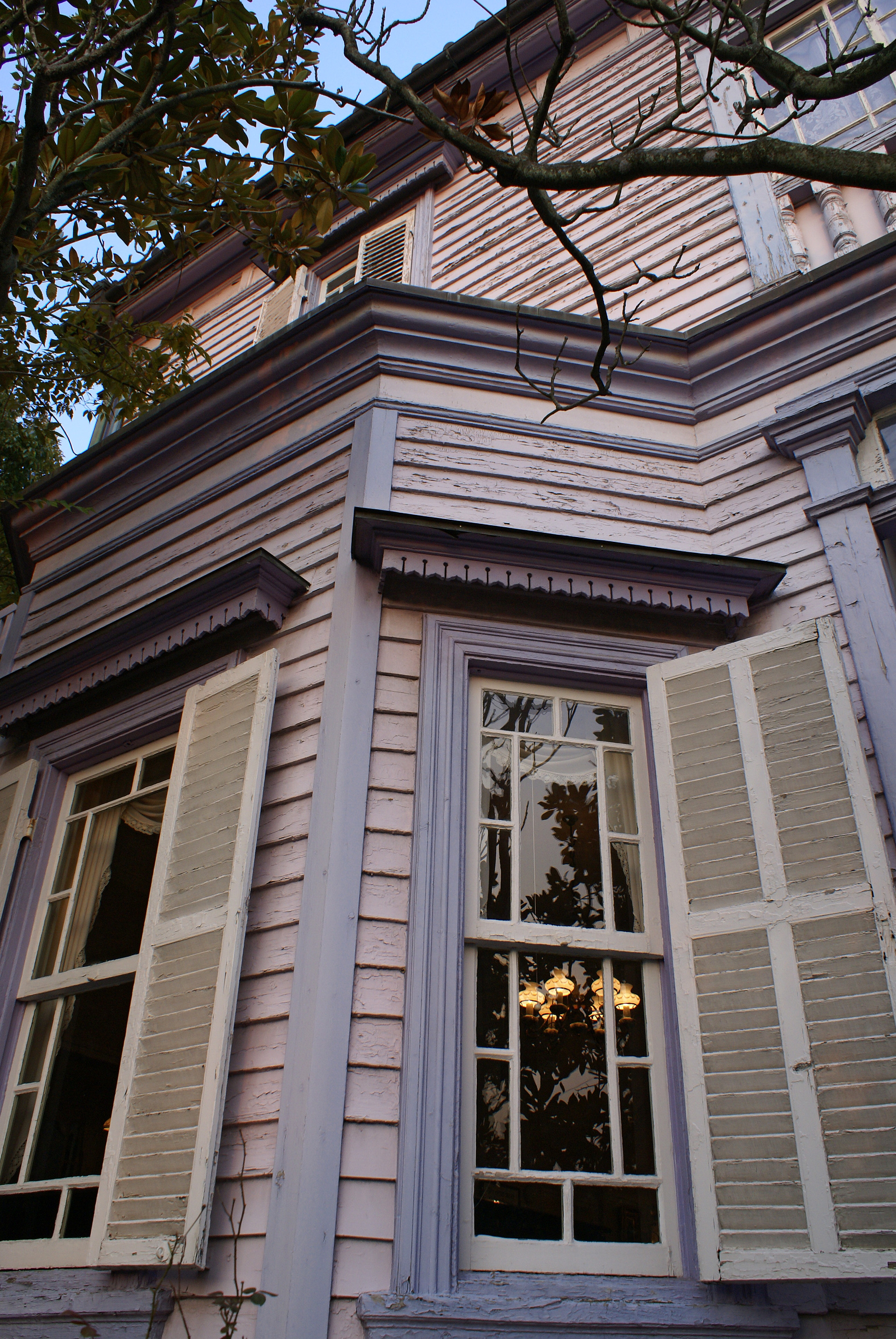
西面

英国海軍軍艦 H.M.S.Iron Duke にて1873年10月27日に長崎に上陸した英国軍人ウィリアム・ダウン（William Down Sr.）の自邸として1905年（明治38年）、神戸市の北野町に建設された木造2階建の西洋館である。外壁下見板張のコロニアルスタイルという、いわゆる異人館の様式である。
竣工年にウィリアム・ダウンが死去したため、ウィリアム・ダウンと結婚した長崎の丸勢兵太郎の娘、丸勢ワサという日本人女性の名前によりワサ・ダウン住宅として呼ばれるようになった。
1944年（昭和19年）から1975年（昭和50年）まで日本郵船の船員寮東棟として使用され（西棟は現みなと異人館）、このときまでに階段位置の変更など内部に改造が加えられている。日本郵船の寄贈により1976年（昭和51年）に現在地である四国村に移築され、神戸市の指導によって建設当初の姿に復元された。現在は1階を喫茶室「ティールーム　異人館」、2階を事務室として活用されている。
なお、玄関前の羊飼像とガーデンテーブル・チェアは19世紀にハンプシャーのマナーハウスで使用されていたもので、ガス灯とポストはチェルシーで使用されていたもの。
四国村のワサ・ダウン邸はウィリアム・ダウンが亡くなった1905年に神戸・北野に建てられた家でワサが73歳で亡くなるまで住んでいたと云われる。ワサは熱心なキリスト教信者で洗礼名をモニカ（Monica）と称し、ウィリアムとの間に5人の息子と3人の娘をもうけた。ダウン・ファミリーは、日本の神戸・横浜・品川、また米国、カナダ、イギリス、オランダ、その他の国で存続している。

## 建築概要
- 設計 - 不詳
- 竣工 - 1905年（明治38年）
- 構造 - 木造、地上2階建て、寄棟造、桟瓦葺き、下見板張り、1階正面吹放し、2階正面ベランダ
- 建築面積 -  111m2
- 所在地 - 香川県高松市屋島中町96　四国村内
- 旧所在 - 兵庫県神戸市生田区北野町

## 文化財
登録有形文化財（国登録）
- 主屋 - 明治38年竣工、昭和51年移築、2000年4月28日登録[5]
- 正門 - 石造門柱、明治38年竣工、高さ2.2m、木製門扉付、昭和51年移築、2000年4月28日登録[6]
- 東門 - 石造門柱、明治38年竣工、高さ2.2m、木製門扉付、昭和51年移築、2000年4月28日登録[7]

## 利用情報
- 所在地 - 〒761-0112 香川県高松市屋島中町字山畑91番地
- 開村時間 - 4月～10月は8:30～17:00、11月～3月は8:30～16:30
- 閉村日 - 年中無休

## 交通アクセス
- 琴電屋島駅 徒歩5分
- 高徳線 屋島駅 徒歩10分